# 斑舌鱗銀漢魚
斑舌鱗銀漢魚（學名：Glossolepis maculosus）為輻鰭魚綱銀漢魚目虹銀漢魚科的其中一種，分布於巴布亞紐幾內亞Markham及Ramu河流域，為熱帶魚類，體長可達5公分，棲息在高海拔的溪流及沼澤，生活習性不明，可做為觀賞魚。

## 擴展閱讀
維基物種上的相關：斑舌鱗銀漢魚